# Believe (Meek Mill)
Believe è un singolo del rapper statunitense Meek Mill, pubblicato il 7 febbraio 2020 come primo estratto dal quinto album in studio.
Il brano vede la partecipazione del cantautore statunitense Justin Timberlake.

## Pubblicazione
Mill ha pubblicato un'anteprima del brano tramite i suoi social media il 5 febbraio 2020, per poi rivelare la copertina e la data di pubblicazione il giorno seguente.

## Video musicale
Il video musicale, diretto da Maxime Quoilin, è stato reso disponibile il 7 febbraio 2020 in concomitanza con l'uscita del brano.

## Tracce
Testi e musiche di Robert Williams, Justin Timberlake, Rob Knox e Benjamin Johnson.
1. Believe (feat. Justin Timberlake) – 3:31

## Formazione
- Meek Mill – voce
- Justin Timberlake – voce aggiuntiva
- Rob Knox – produzione

## Classifiche
| Classifica (2020) | Posizione massima |
| ----------------- | ----------------- |
| Stati Uniti       | 90                |